# The Terror Squad

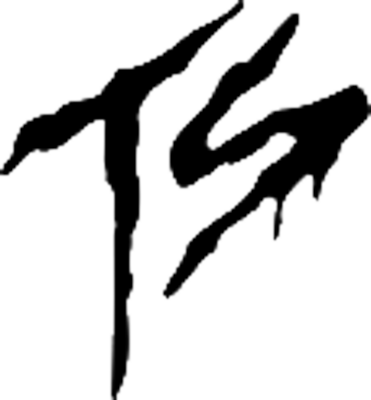
Logo der Gruppe

The Terror Squad ist eine US-amerikanische Hip-Hop-Gruppe aus der New Yorker Bronx, bestehend aus Fat Joe, Armageddon, Tony Sunshine, Prospect, DJ Khaled und den Produzenten Cool & Dre. 

## Werdegang
Mitglied Big Pun starb im Jahre 2000 an den Folgen eines Herzinfarkts. Nach Big Puns Tod und aufgrund von Differenzen mit Fat Joe verließen Cuban Link und Triple Seis die Gruppe; Fat Joe verpflichtete daraufhin Remy Ma und Tony Sunshine. Remy Martin verließ Terror Squad jedoch im April 2007 wieder. Cuban Link produzierte nach seinem Ausscheiden aus der Gruppe einige Disstracks gegen Fat Joe, in denen er behauptet, die Abkürzung TS stände für „Toy Soldiers“.
Ihr erstes Album The Album erschien im Jahre 1999 und brachte unter anderem den ersten großen Hit Whatcha Gon Do (noch von Big Pun geschrieben) hervor. 2004 folgte dann mit True Story das zweite Album, das den Sommer-Hit Lean Back (US #1, UK #24) enthielt. Auf einem Remix zu Lean Back sind Lil Jon, Mase und Eminem zu hören.

## Diskografie

### Alben
- 1999: The Album
- 2004: True Story

### Singles
- 2004: Lean Back
- 2004: Take Me Home

## Auszeichnungen für Musikverkäufe
| Goldene Schallplatte - Brasilien - 2024 : für die Single Lean Back |

Anmerkung: Auszeichnungen in Ländern aus den Charttabellen bzw. Chartboxen sind in ebendiesen zu finden.
| Land/RegionAuszeichnungen für Musikverkäufe (Land/Region, Auszeichnungen, Verkäufe, Quellen) | Gold     | Platin | Verkäufe  | Quellen             |
| -------------------------------------------------------------------------------------------- | -------- | ------ | --------- | ------------------- |
| Brasilien (PMB)                                                                              | Gold1    | —      | 30.000    | pro-musicabr.org.br |
| Deutschland (BVMI)                                                                           | Gold1    | —      | 150.000   | musikindustrie.de   |
| Vereinigte Staaten (RIAA)                                                                    | 2× Gold2 | —      | 1.000.000 | riaa.com            |
| Vereinigtes Königreich (BPI)                                                                 | Gold1    | —      | 400.000   | bpi.co.uk           |
| Insgesamt                                                                                    | 5× Gold5 | —      |           |                     |